# Hillerød Kommune (1970–2006)
| Strukturdaten       | Strukturdaten    |
| ------------------- | ---------------- |
| Sitz der Verwaltung | Hillerød         |
| Fläche              | 132,75 km²       |
| Einwohner           | 37.169 (2003)    |
| Kommune seit 2007   | Hillerød Kommune |

Hillerød Kommune war bis Dezember 2006 eine dänische Kommune im damaligen Frederiksborg Amt auf der Insel Seeland. Seit Januar 2007 ist sie zusammen mit  der Kommune Skævinge und dem Wahldistrikt Uvelse der Kommune Slangerup Teil der neuen Hillerød Kommune.